# Lahov Graben
Lahov Graben je naselje v Občini Laško.